# Marco Vichi
Œuvres principales
Série Commissaire Bordelli
Marco Vichi, né le 20 novembre 1957 à Florence, en Italie, est un écrivain italien, auteur de roman.

## Biographie
En 1999, il rédige pour Rai Radio 3 des scripts destinés à l'émission Le Cento Lire consacrée à l'art dans le milieu pénitentiaire. La même année, il commence aussi à faire paraître des nouvelles dans des magazines italiens et publie son premier roman, L'inquilino. De ce roman, il tire un scénario avec son ami Antonio Leotti.
En 2002 paraît Le Commissaire Bordelli (Il commissario Bordelli), premier titre d'une série consacrée aux enquêtes, toutes situées dans les années 1960, de ce policier florentin.
Lors de l'édition de 2012 du Festival del Viaggio, Marco Vichi a proposé pour la première fois une promenade florentine sur les traces du commissaire Borelli, en compagnie de l'acteur Lorenzo degli Innocenti.
Marco Vichi, qui habite dans la région du Chianti, a également donné des cours d'écriture créative à l'université de Florence.

## Œuvre

### Romans

#### SérieCommissaire Bordelli
- Il commissario Bordelli (2002) Publié en français sous le titre Le Commissaire Bordelli, Éditions Philippe Rey (2015)  (ISBN 978-2-84876-453-5) ; réédition, 10/18 no 5059 (2016)  (ISBN 978-2-264-06740-1)
- Una brutta faccenda (2003) Publié en français sous le titre Une sale affaire, Éditions Philippe Rey (2016)  (ISBN 978-2-84876-514-3), réédition, 10/18 no 5163 (2017)  (ISBN 978-2-264-06989-4)
- Il nuovo venuto (2004)
- Perché dollari? (2005)
- Morto due volte (2006)
- Morte a Firenze (2009) Publié en français sous le titre Mort à Florence, Éditions Philippe Rey (2017)  (ISBN 978-2-84876-632-4), réédition, 10/18 no 5408 (2019)  (ISBN 978-2-264-07334-1)
- La forza del destino (2011)
- Fantasmi del passato (2014)
- Nel più bel sogno (2017)
- L'anno dei misteri (2019)

#### Autres romans
- L'inquilino (1999)
- Donne donne (2000)
- Il brigante (2006)
- Nero di luna (2007)
- Bloody Mary (coécrit avec Leonardo Gori) (2008)
- Per nessun motivo (2008)
- Un tipo tranquillo (2010)
- La vendetta (2012)
- Il brigante (2015)
- Il console (2015)

### Nouvelles
- L'appuntamento (2004)
- Bambini (2004)
- Io e James (2005)
- Mezza casa (2005)
- In memoria di F.M. (2005)
- Trappola per ubriachi (2005)
- Burro e parmigiano (2005)
- Perché dollari (2005)
- Reparto macelleria (2005)
- Il portafoglio (2005)
- Il tradimento (2005)
- Io sono Paola (2006)
- Cucina a domicilio (2006)
- Morto due volte (2006)
- Quando uno ama (2006)
- Il bisticcio (2006)
- Sono tornato (2007)
- Una vita normale (2007)
- Mio figlio no (2008)
- In articulo mortis... (2008)
- Buio d'amore (2008)
- Ci amavamo (2008)
- Tu sei mia (2008)
- Araba (2008)
- Una (2008)
- Notte brava (2008)
- Baci (2008)
- Valentina (2008)
- Ma non era in cucina? (2008)
- Tutina bianca (2008)
- Tempesta (2008)
- Storia vera (2008)
- Tutina bianca (2008)
- Amen (2013)
- Burro e parmigiano (2013)
- Io sono Maria (2013)
- La torre (2013)
- Molecola (2013)
- Puttana (2013)
- Scala reale (2013)

## Filmographie

### En tant que scénariste et dialoguiste
- 2000 : La fabbrica del vapore, film italien réalisé par Ettore Pasculli
- 2010 : La fuga, court métrage italien réalisé par Gianmarco D'Agostino
- 2012 : Oggi voglio parlare, film documentaire italien réalisé par Gianmarco D'Agostino

## Prix et distinctions

### Prix
- Premio Fedeli (it) 2004 pour Il nuovo venuto[1]
- Prix Scerbanenco 2009 pour Mort à Florence[2]
- Premio delle Arti “Fiorentini nel Mondo” 2013[3]

### Nomination
- Premio Chiara (it)  2013[4]